# Yves Montand
Yves Montand, ursprungligen Ivo Livi, född 13 oktober 1921 i Monsummano Terme, Toscana, Italien, död 9 november 1991 i Senlis, Oise, Frankrike, var en italienskfödd fransk skådespelare och sångare.

## Biografi
Yves Montands föräldrar, som var lantbrukare, var antifascister och flydde till Frankrike när Benito Mussolini kom till makten i Italien. Han växte upp i Marseille under fattiga förhållanden. Han slutade skolan endast elva år gammal och arbetade bland annat som barberarlärling, fabriksarbetare och bartender. Som 18-åring gjorde han debut på en nattklubb i staden.
Han arbetade sig upp och kom så småningom till Paris, där han upptäcktes av Edith Piaf när han sjöng på Moulin Rouge. Med hennes hjälp kom han att bli en av Frankrikes mest folkkära och populära kabarésångare. Piaf ordnade också en filmroll åt Montand i Skuggan av en stjärna (1945), vilket skulle bli början på en lysande filmkarriär. Sitt stora genombrott som skådespelare fick Montand 1953 i Fruktans lön. Han blev en internationellt känd stjärna, i såväl europeiska som amerikanska filmer. År 1987 var han juryordförande vid filmfestivalen i Cannes.
Montand var gift 1951 med skådespelaren Simone Signoret till hennes död 1985 och ligger begravd intill sin hustru på kyrkogården Père-Lachaise i Paris. Han hade även en omskriven romans med Marilyn Monroe under inspelningen av Låt oss älska 1960.

## Filmografi i urval
- 1945 – Skuggan av en stjärna
- 1953 – Fruktans lön
- 1960 – Låt oss älska
- 1961 – Tycker ni om Brahms ...
- 1961 – Min geisha
- 1965 – Dödens kupé
- 1966 – Brinner Paris?
- 1969 – Z – han lever
- 1970 – Bekännelsen

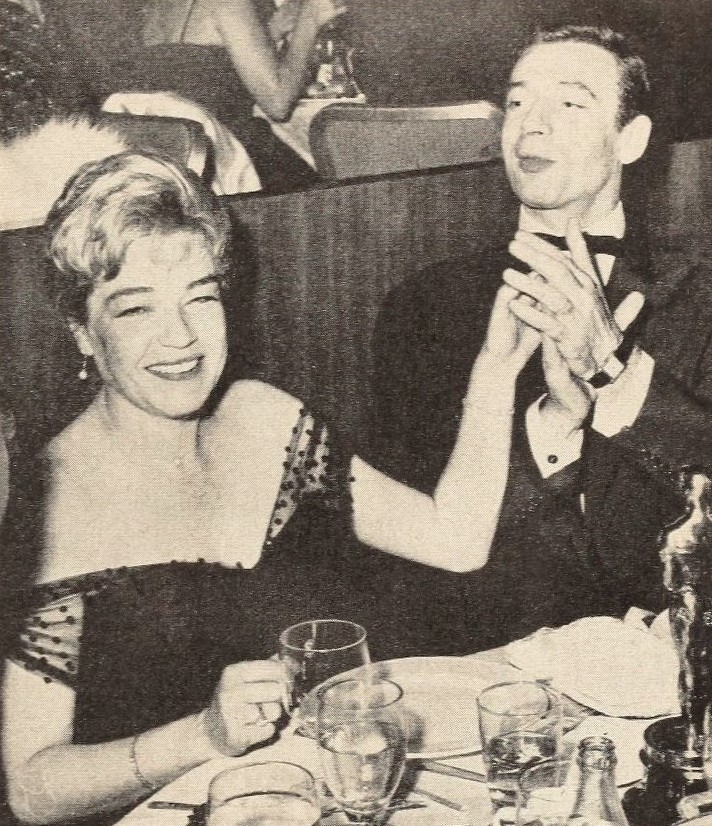
Montand och hans hustru Simone Signoret under Oscarsgalan 1960.

- 1970 – En vacker dag kan man se hur långt som helst
- 1972 – Gisslan
- 1986 – Jean de Florette
- 1986 – Jean de Florette del 2 - Manons källa